# العلاقات العمانية الكولومبية
العلاقات العمانية الكولومبية هي العلاقات الثنائية التي تجمع بين سلطنة عمان وكولومبيا.

## مقارنة بين البلدين
هذه مقارنة عامة ومرجعية للدولتين:
| وجه المقارنة                                              | سلطنة عمان    | كولومبيا        |
| --------------------------------------------------------- | ------------- | --------------- |
| المساحة (كم2)                                             | 309.50 ألف    | 1.14 مليون      |
| عدد السكان (نسمة)                                         | 4.64 مليون    | 49.07 مليون     |
| الكثافة السكانية (ن./كم²)                                 | 14.99         | 43.04           |
| العاصمة                                                   | مسقط          | بوغوتا          |
| اللغة الرسمية                                             | اللغة العربية | اللغة الإسبانية |
| العملة                                                    | ريال عماني    | بيزو كولومبي    |
| الناتج المحلي الإجمالي (بليون دولار)                      | 72.64 مليار   | 309.19 مليار    |
| الناتج المحلي الإجمالي (تعادل القوة الشرائية) بليون دولار | 179.49 مليار  | 724.96 مليار    |
| الناتج المحلي الإجمالي الاسمي للفرد دولار أمريكي          | 15.55 ألف     | 7.60 ألف        |
| الناتج المحلي الإجمالي للفرد دولار أمريكي                 | 38.63 ألف     | 13.36 ألف       |
| مؤشر التنمية البشرية                                      | 0.793         | 0.720           |
| رمز المكالمات الدولي                                      | +968          | +57             |
| رمز الإنترنت                                              | عمان          | .co             |
| المنطقة الزمنية                                           | ت ع م+04:00   | 00              |

## منظمات دولية مشتركة
يشترك البلدان في عضوية مجموعة من المنظمات الدولية، منها:
| علم المنظمة | اسم المنظمة                               | تاريخ انضمام سلطنة عمان | تاريخ انضمام كولومبيا |
| ----------- | ----------------------------------------- | ----------------------- | --------------------- |
|             | وكالة ضمان الاستثمار متعدد الأطراف        | 1989                    | 30 نوفمبر 1995        |
|             | منظمة الشرطة الجنائية الدولية             | ?                       | ?                     |
|             | منظمة حظر الأسلحة الكيميائية              | ?                       | ?                     |
|             | منظمة التجارة العالمية                    | 2000                    | ?                     |
|             | الفريق المعني برصد الأرض                  | ?                       | ?                     |
|             | الأمم المتحدة                             | 7 أكتوبر 1971           | 5 نوفمبر 1945         |
|             | مؤسسة التمويل الدولية                     | 1973                    | 20 يوليو 1956         |
|             | يونسكو                                    | 10 فبراير 1972          | 31 أكتوبر 1947        |
|             | مؤسسة التنمية الدولية                     | 1973                    | 16 يونيو 1961         |
|             | البنك الدولي للإنشاء والتعمير             | 1971                    | 24 ديسمبر 1946        |
|             | المنظمة الهيدروغرافية الدولية             | ?                       | ?                     |
|             | الاتحاد البريدي العالمي                   | ?                       | ?                     |
|             | المركز الدولي لتسوية المنازعات الاستشارية | 1995                    | 14 أغسطس 1997         |
|             | الاتحاد الدولي للاتصالات                  | 28 أبريل 1972           | 25 أغسطس 1914         |

## وصلات خارجية
- موقع وزارة الخارجية العمانية
- موقع وزارة الخارجية الكولومبية